# Glutenvrij bier

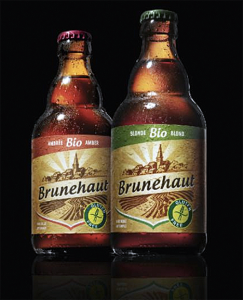
Glutenvrij bier

Glutenvrij bier is bier dat gemaakt wordt van ingredienten die geen glycoproteïnen (gluten) bevatten. Mensen met een glutenintolerantie (zoals lijders aan coeliakie en dermatitis herpetiformis) kunnen een reactie krijgen op bepaalde stoffen in granen, die normaal gesproken worden gebruikt voor de productie van bier, zoals gerst en tarwe. De prolamines gliadine in tarwe en hordeïnes in gerst, zijn twee soorten eiwitten die verantwoordelijk kunnen zijn voor het optreden van symptomen. Glutenvrij bier kan een onderdeel vormen van een glutenvrij dieet.

## Omschrijving

### Gluten
Gluten is aanwezig in de meeste granen, waaronder gerst en tarwe. Zelfs in kleine hoeveelheden kan dit gluten ernstige reacties teweegbrengen bij mensen die lijden aan een glutenintolerantie. Vrijwel alle soorten bier bevatten gluten. Een toenemend aantal bierbrouwerijen fabriceert inmiddels glutenvrij bier. De standaarden wat betreft "glutenvrij" wisselen. In Engeland wordt bier met minder dan 20 ppm gluten als "glutenvrij" bestempeld, terwijl in Australië alleen bier dat geen meetbare hoeveelheid gluten bevat gezien wordt als glutenvrij.

### Gluten in bier
Sommige bierbrouwerijen vinden dat bier dat voornamelijk gebrouwen is van granen als gierst, rijst, sorgo, boekweit en mais (dat geen of maar heel kleine hoeveelheden gluten bevat), en dat een klein percentage gerst of rogge bevat, veilig is om te drinken. Deze brouwers stellen dat de proteïne, afkomstig uit de gerst, omgevormd is tot niet schadelijke aminozuren. In verklaringen wijzen deze brouwers erop dat wetenschappers stellen dat hun product niet schadelijk is voor mensen met glutenintolerantie. Er is echter ook twijfel en weer andere wetenschappers denken dat deze stelling niet waar is.
Bierbrouwers die glutenarme bieren produceren zijn verplicht om iedere batch te testen op gluten en de glutenniveaus weer te geven in "parts per million" (ppm).
In deze testen kunnen bepaalde proteïnen uit haver echter niet gemeten worden, waardoor kleine deeltjes van deze proteïnen, bekend als peptiden, achter kunnen blijven en verschijnselen opwekken bij personen met een glutenintolerantie. Mensen die betrokken zijn bij glutenvrij brouwen en instanties die patiëntenverenigingen vertegenwoordigen zijn bezorgd over de gewoonte van brouwers om toch tarwe en gerst te gebruiken omdat dit volgens hen niet geschikt is.
 
Het glutenniveau van speciale maltbrouwerijen in Engeland en Finland is laag genoeg om in kleine hoeveelheden veilig gedronken te kunnen worden.
Hoewel de meeste personen met een glutenintolerantie bier kunnen drinken dat minder dan 20ppm bevat (zoals Budweiser of bier gemaakt van rogge) zonder dat dit kwaad doet is het een gegeven dat iedere persoon een andere auto-immuunreactie per beetje binnengekregen stof kan krijgen. Vandaar dat er nog steeds controverses zijn over aanvaardbare niveaus van gluten in bier.
Consumenten van producten die weinig gluten bevatten worden geadviseerd om hun dietist te informeren als er negatieve effecten, die veroorzaakt worden door peptides in het bier, optreden. Bierbrouwers stellen dat hun gerstarme bier niet gevaarlijk is voor mensen die lijden aan een glutenintolerantie, maar deze claim wordt niet altijd ondersteund door wetenschappelijk onderzoek. Daarnaast wordt door brouwerijen gesteld dat ook "normaal" bier, zoals Budweiser, veilig gedronken kan worden, maar ook hier geldt dat voorzichtigheid betracht moet worden. Donald D. Kasarda, een onderzoeker bij het United States Department of Agriculture zegt dat: het niet zonder enige twijfel bewezen is dat peptiden in bier giftig zijn voor mensen met glutenintolerantie maar dat het mogelijk is dat de peptiden in ieder bier, dat gerst of tarwe bevat, schade kunnen veroorzaken bij deze patiënten.
Naar aanleiding van de uitkomst van proeven, genomen door de Argentijnse Coeliac Association (ACELA) en de Zweedse National Food Agency, werd besloten om Coronabier, dat minder dan 20ppm bevat, glutenvrij te verklaren. Dat het product vrijwel geen gluten bevat, ondanks dat er bij de productie gerst gebruikt wordt, komt waarschijnlijk omdat de belangrijkste producten bij de productie van Corona bestaan uit rijst en mais. Corona heeft zelf overigens niet op deze proefnemingen gereageerd.

### Glutenvrije bieren
De nieuwe ontwikkelingen binnen de productie van glutenvrije Ale's en Lagers worden gezien als positief voor hen die lijden aan glutenintolerantie.
Van alle glutenvrije producten wordt bier gezien als het moeilijkst in massa te produceren. Er bestaat inmiddels een nog steeds groeiend assortiment ale's en lagers, die algemeen beschikbaar is.
Merken die glutenvrij bier produceren zijn onder meer:
- Brunehaut Bio
- Estrella Damm Daura
- Leireken Lager Bio
- Mongozo
- Liberum

Er bestaan diverse recepten om ook thuis glutenvrij bier te brouwen.Veel van deze recepten bevatten een zoete sorgostroop als de belangrijkste koolhydraat. Deze stroop wordt door de industrie gemaakt van sorgograan, als vervanger voor mout, en bevat verder aminozuren en ongefermenteerde suikers, die onder meer nodig zijn voor de smaak. Er kunnen nog suikers toegevoegd zijn voor het karakter van het bier, zoals honing, maltodextrine en geroosterde en vermalen boekweit. Veel mensen vinden de smaak van glutenvrij bier echter nog steeds minder dan die van "gewoon" bier.

Glutenvrije bieren
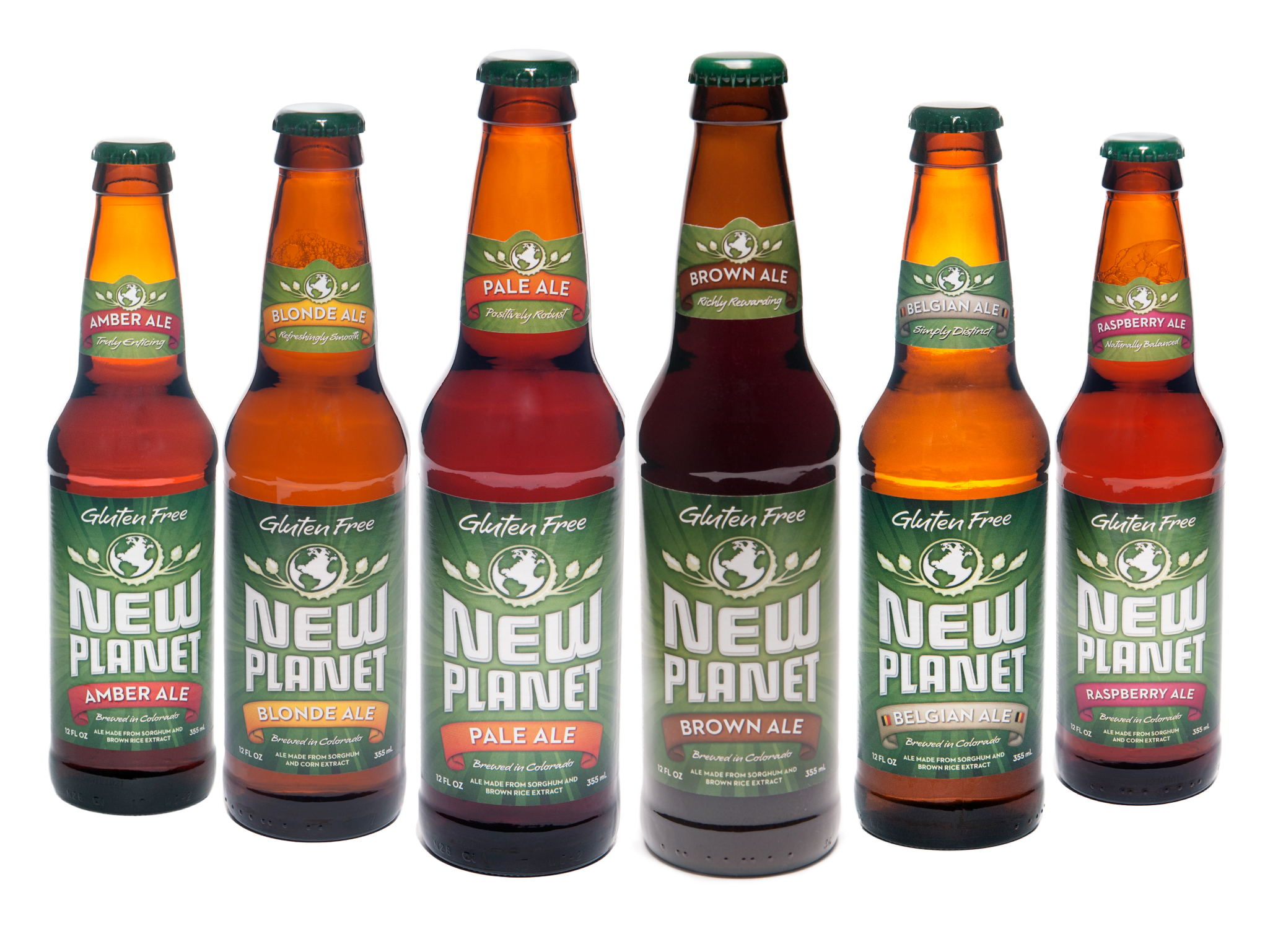
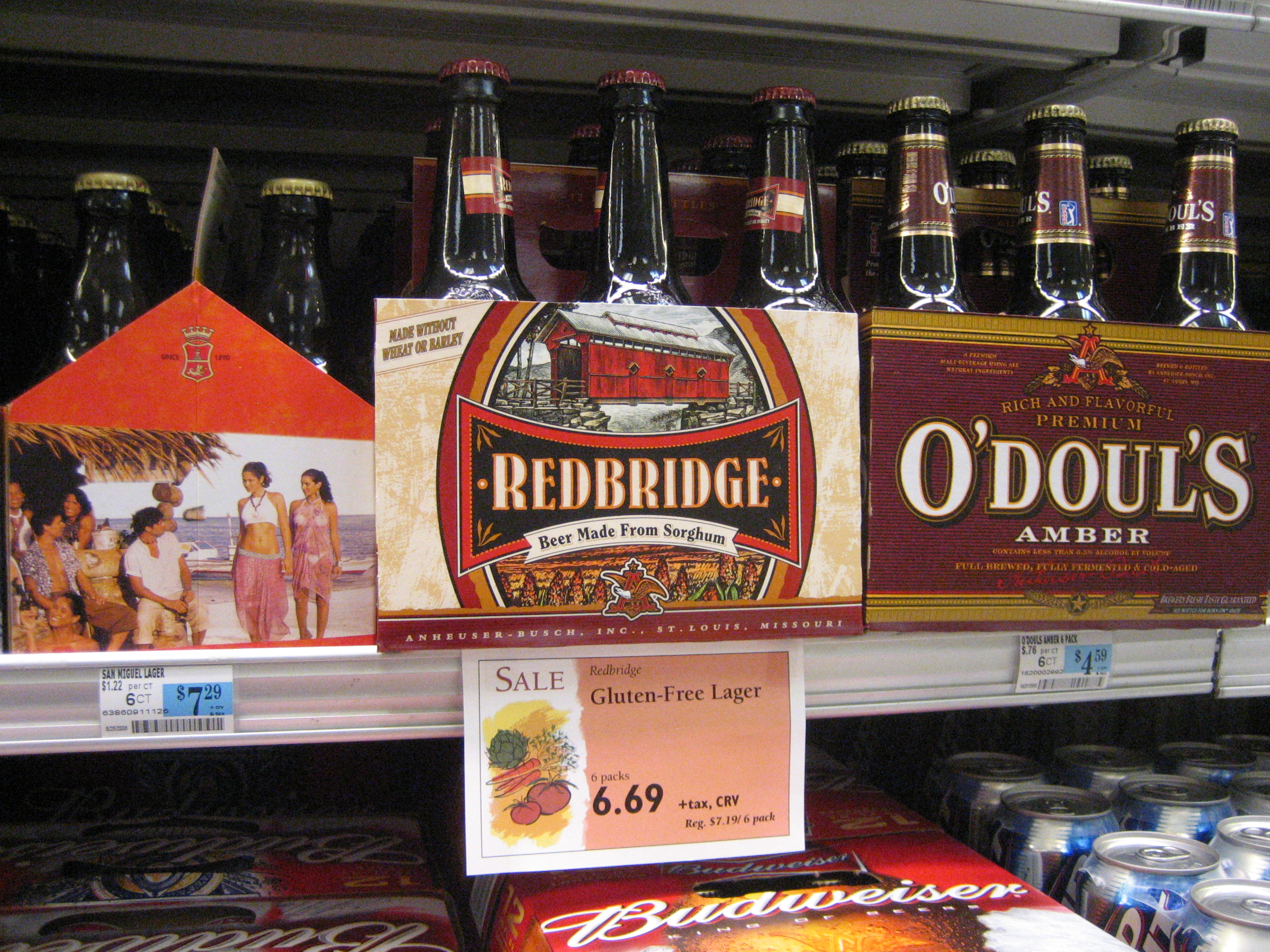
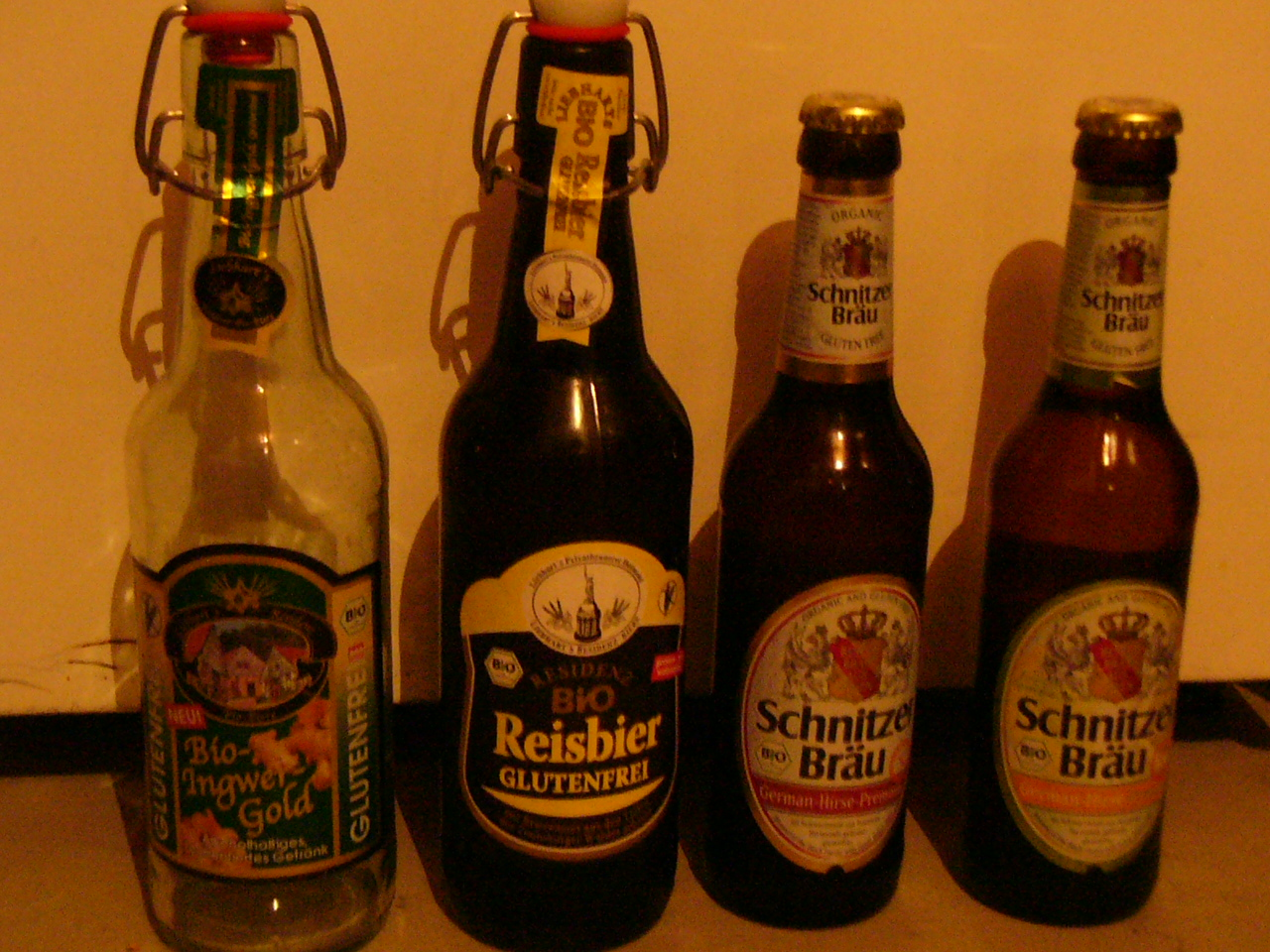